# Eugenio Tano
Eugenio Tano (Marzi, 4 luglio 1840 – Firenze, 6 dicembre 1914) è stato un pittore e patriota italiano.

## Biografia
Figlio di Carlo Tano, un pittore di soggetti religiosi, ricevette i primi rudimenti di pittura a Rogliano, il paese natale della madre Rosa Nicoletti. Successivamente frequentò l'Accademia di Belle Arti di Napoli e, dopo l'unità d'Italia, si perfezionò a Firenze con Stefano Ussi. Rimase a Firenze il resto della sua vita svolgendo esclusivamente l'attività di pittore.
Nel 1860 Eugenio Tano partecipò all'impresa garibaldina e svolgendo un ruolo importante per la conquista dell'Italia meridionale. Il 30 agosto 1860, a Soveria Mannelli, il giovane Eugenio Tano e don Ferdinando Bianchi si recarono dalle truppe dell'esercito delle Due Sicilie comandato dal generale Ghio, un corpo di 12 000 uomini bene armati, per un'azione diplomatica che si concluse con la resa delle truppe borboniche. Il disarmo, avvenuto senza combattimento, apri a Garibaldi le porte di Napoli.

## Opere
Eugenio Tano fu un eccellente ritrattista e, dopo il suo trasferimento a Firenze, un pittore di paesaggi. Ritrasse alcune famose personalità vissute nella seconda metà del XIX secolo (Giuseppe Garibaldi, Vittorio Emanuele II, Umberto I, Margherita di Savoia, Giosuè Carducci, ecc.) Partecipò a Concorsi e ad esposizioni ottenendo spesso la vittoria; fu molto stimato dal Carducci. Fra le sue opere:
- Ritratto di Attilio Bandiera (1864)
- I verbi passivi (1864)
- Ritratto di Garibaldi  (1865)
- Un questuante, Il ritorno della montagna, Il monello, Il Cieco e Il ritorno dalla cerca (1875)
- La piccola lavandaia e Un'aia (1876)
- Campagna toscana e La torre di Michelangelo (1878);
- Inaugurazione degli scavi di Ercolano fatta dal re Vittorio Emanuele II (Napoli, Museo Archeologico Nazionale, sala del plastico di Pompei (1872), firma e data sul quadro (fonte: Carlo Raso  https://www.flickr.com/photos/70125105@N06/14041947572/in/photostream/
- Un bagno di nascosto (1885)
- Dall'Ardenza ad Antignano (1885, Esposizione di Firenze)
- Il prete di campagna (1884, Esposizione Nazionale di Torino)
- Arno e Un bagno nascosto (1884, 1885, Esposizione Nazionale di Milano)
- Ritratto del patriota senatore Donato Morelli, Ritratto di Garibaldi, Ritratto di Giosuè Carducci, Studio di paese, Idillio rusticano e Idillio di figura (1912, Catanzaro)